# Willy Düskow
Wilhelm "Willy" Düskow va ser un remer alemany que va competir a començaments del segle xx.
El 1908 va prendre part en els Jocs Olímpics de Londres, on guanyà la medalla de bronze en la prova de dos sense timoner del programa de rem, junt a Martin Stahnke.